# Cité Villette
La Cité Villette est un ensemble architectural construit entre 1958 et 1975. Cette cité, parfois appelée Le 45, avoisine la Tour La Villette, le plus haut immeuble d'Aubervilliers.
La cité est incluse au sein du très vaste quartier prioritaire « Franc Moisin-Cosmonautes-Cristino Garcia-Landy », avec un taux de pauvreté de 44 %.

## Situation
Elle est circonscrite par la rue Émile-Reynaud, le boulevard Félix-Faure, la rue Bordier et la rue Henri-Barbusse, à la limite du 19e arrondissement de Paris, le développement du quartier Villette/Quatre-chemins datant environ de 1850.

## Historique

### La cité Demars
À cet emplacement se trouvait la cité Demars, îlot insalubre, de part et d'autre du prolongement de la rue Solferino, bordés d'immeubles ouvriers sommaires et probablement le fruit d'une spéculation immobilière, la famille Demars ayant donné trois maires à la commune: Louis de 1799 à 1800, Denis-Nicolas de 1800 à 1815 et Georges-Étienne de 1848 à 1860. La cité Demars faisait partie du quartier des Quatre-Chemins qui, vers 1860, se développa rapidement grâce à l'industrie, mais ne bénéficia pas des aménagements urbains nécessaires.

### La cité Villette
La période après-guerre vit une phase d'urbanisation qui visait à loger dans des conditions décentes les populations ouvrières de la Plaine Saint-Denis. Dans cette optique, on décida de la construction d'un ensemble de logements gérés par l'OPH d'Aubervilliers, chargé de la gestion du logement social dans la ville.
La Cité a été conçue et construite par les architectes Raymond Lopez, Michel Holley et Roland Boudier.

### Rénovation au XXIe siècle
À partir de 2012, cette cité fait l'objet de réaménagements.

## Description
Cet ensemble regroupe 1 200 logements pour environ 3 000 habitants. Les logements sont répartis dans vingt tours ayant entre six et dix-huit étages et une barre de quatre étages. 
Les bâtiments sont groupés autour de deux dalles:
- La dalle Villette regroupant douze tours.
- La dalle Félix-Faure regroupant neuf tours.

Elle avoisine la tour La Villette, plus haut immeuble d'Aubervilliers.